# 箱館戦争
箱館戦争（はこだてせんそう、慶応4年/明治元年〈1868年〉 - 明治2年（1869年〉）は、戊辰戦争の戦闘の一つで、新政府軍と旧幕府軍との最後の戦闘である。旧幕府軍の本拠地が現北海道函館市の五稜郭だったことから「五稜郭の戦い」とも呼ばれる。この戦争の最中に干支が戊辰から己巳に替わったことから、己巳の役（きしのえき）と呼ばれることもある。

## 背景
慶応4年（1868年）4月、江戸城無血開城により、戊辰戦争は北陸、東北へ舞台を移した。5月、新政府が決定した徳川家への処置は、駿河、遠江70万石への減封というものであった。これにより約8万人の幕臣を養うことは困難となり、多くの幕臣が路頭に迷うことを憂いた海軍副総裁の榎本武揚は、蝦夷地に旧幕臣を移住させ、北方の防備と開拓にあたらせようと画策する。

### 榎本艦隊の北行
榎本は新政府への軍艦の引渡しに応じず、4月12日、悪天候を理由に艦隊を館山沖へ移動。恭順派の勝海舟の説得で品川沖に戻り、富士山丸・観光丸・朝陽丸・翔鶴丸の4隻を新政府に引渡すが、開陽など主力艦の温存に成功した。7月、榎本に対して仙台藩を中心とする奥羽越列藩同盟から支援要請があり、8月20日、開陽を旗艦として8隻からなる旧幕府艦隊（開陽・蟠竜・回天・千代田形の軍艦4隻と咸臨丸・長鯨丸・神速丸・美賀保丸の運送船4隻）が品川沖を脱走し、仙台を目指した。

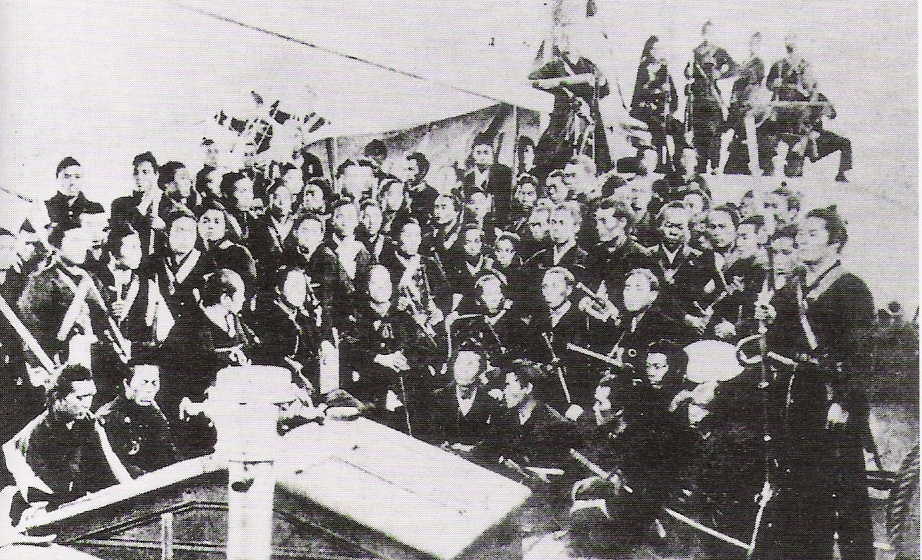
蝦夷へ向かう旧幕府軍

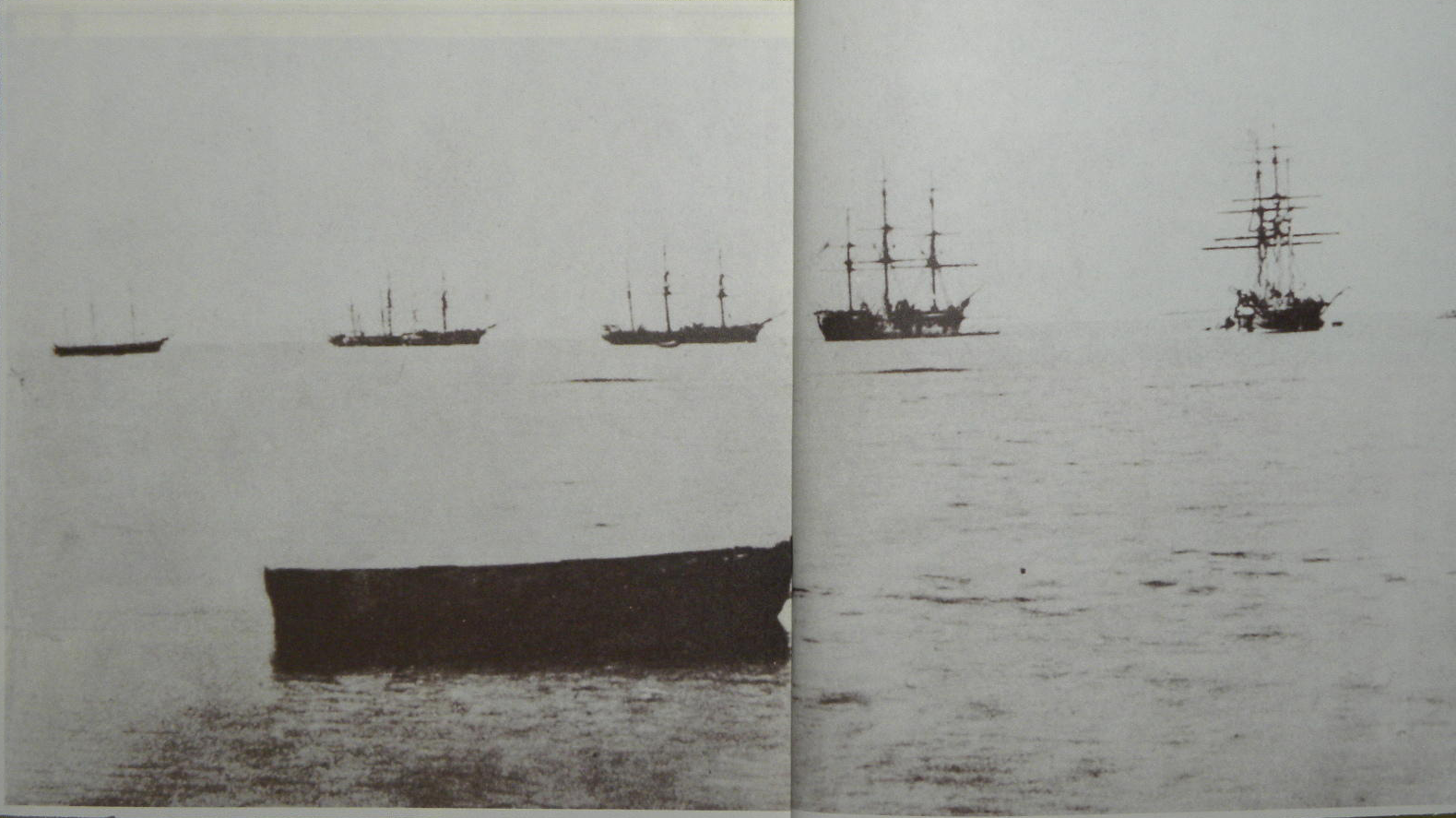
品川沖を脱走する旧幕府艦隊
左から美賀保丸、長鯨丸、咸臨丸、開陽、回天

この榎本艦隊には、若年寄・永井尚志、陸軍奉行並・松平太郎などの重役の他、大塚霍之丞や丸毛利恒など彰義隊の生き残りと人見勝太郎や伊庭八郎などの遊撃隊、そして、旧幕府軍事顧問団の一員だったジュール・ブリュネとアンドレ・カズヌーヴらフランス軍人など、総勢2,000余名が乗船していた。
榎本艦隊は出航翌日から悪天候に見舞われて離散し、咸臨丸・美賀保丸の2隻を失いながらも9月中頃までに仙台東名浜沖に集結した。直ちに艦の修繕と補給を行うとともに、庄内藩支援のために千代田形と陸兵約100名を乗せた長崎丸を派遣した。しかしその頃には奥羽越列藩同盟は崩壊しており、米沢藩、仙台藩、会津藩と主だった藩が相次いで降伏。庄内藩も援軍が到着する前に降伏し、これにより東北戦線は終結した。
榎本艦隊は、幕府が仙台藩に貸与していた運送船・太江丸、鳳凰丸を加え、桑名藩主・松平定敬、備中松山藩主・板倉勝静、唐津藩世子・小笠原長行、歩兵奉行・大鳥圭介、旧新選組副長・土方歳三らと旧幕臣からなる伝習隊、衝鋒隊、仙台藩を脱藩した額兵隊などの兵を収容。榎本艦隊は官軍の仙台城入城を受けて、10月9日、東名浜から牡鹿半島基部の折浜（現石巻市）に移動。その際、平潟口総督四条隆謌宛てに旧幕臣の救済のため蝦夷地を開拓するという内容の嘆願書を提出する。旧幕府軍は4,000名あまりに膨れ上がったため、新政府軍は2,000名ほどの軍勢を石巻に向けて進軍させることとなった。戦闘になることを恐れた仙台藩は、石巻の豪商を通じて榎本武揚に大量の兵糧や物資を提供し、退去してもらうよう交渉した。榎本はこれに応じ、艦隊に精兵2,000あまりを抽出乗船させ、10月12日に折浜を出航し宮古湾に向かった。取り残された旧幕府軍は四散したが、逃げ遅れた100名以上の兵が新政府軍に捕縛されて浜辺で次々と斬首され、町に首が晒された。
石巻を退去した榎本艦隊は、回天が気仙沼で幕府が仙台藩に貸与していた千秋丸を拿捕。宮古湾で薪を補給、10月18日、蝦夷地に向け出港した。
箱館港には官軍の防備があるため、危険を冒しての敵前上陸を行わず、まず安全な地点に部隊を上陸させれば、兵力差のある新政府軍を野戦で撃破することは容易と考え、箱館の北、内浦湾に面する鷲ノ木を上陸地点とし、10月21日（グレゴリオ暦1868年12月4日）に約3,000名が上陸した。

## 経過

### 旧幕府軍の蝦夷地平定

#### 箱館制圧
明治維新時には松前・江差周辺の松前藩領を除き蝦夷地の大部分は幕府が直轄し、箱館奉行が置かれていたが、新政府はこれに代わり、箱館府を設置した。幕府直轄時代には奥羽諸藩が蝦夷地に兵を派遣していたが、東北戦争に伴い悉く撤兵し、防備兵力は僅かな箱館府兵と松前藩兵のみとなっていた。かかる中、榎本艦隊の北行が判明したため、箱館府は援軍を要請、一番近い弘前藩から家老杉山成知以下4小隊が10月19日、秋田に入港していた福山藩兵約700名および大野藩兵約170名が野田豁通に率いられ10月20日に箱館に到着、これらで旧幕府軍を迎え撃つこととなった。
旧幕府軍は上陸後、大鳥圭介率いる隊が峠下・七重方面から、土方歳三率いる隊が鹿部・川汲峠を経て湯の川方面からと、二手に分かれて箱館へ向けて進軍するが、無用な戦闘は意図しておらず、まずは箱館府知事・清水谷公考に使者を派遣した。新政府への嘆願書をたずさえた人見勝太郎・本多幸七郎ら30名が先行するが、明治元年（1868年）10月22日夜、峠下に宿営中、箱館府軍の奇襲を受け、戦端が開かれる。

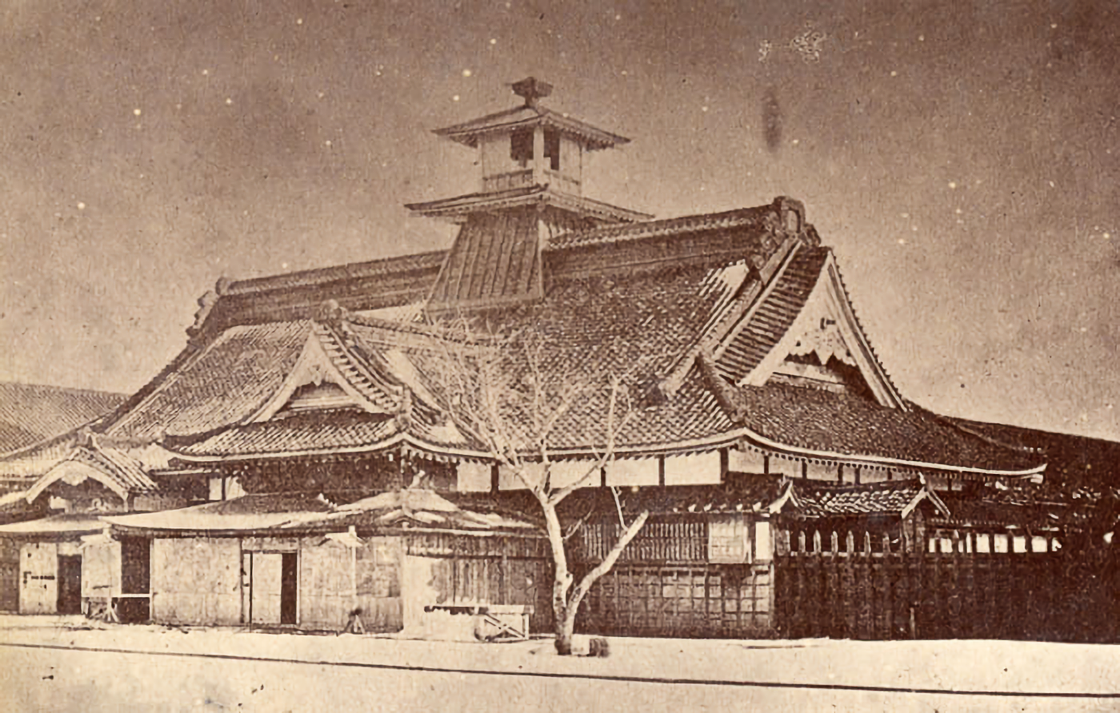
五稜郭本陣 （明治元年冬撮影）
新政府軍が箱館に迫ると、この本陣の鐘楼が艦砲射撃の標的となり、旧幕府軍では慌てて鐘楼を取り壊した。

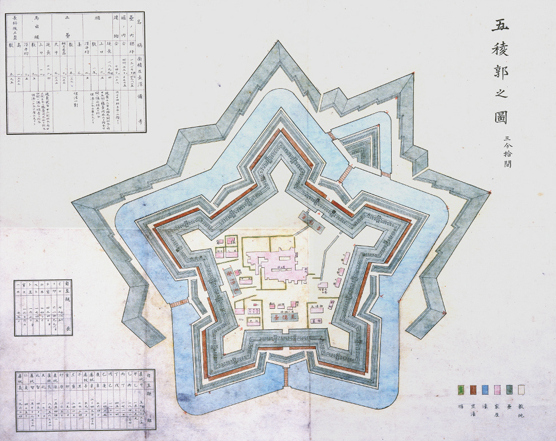
五稜郭設計図

10月24日、人見たちと合流した大鳥軍が大野村と七重村で箱館府軍を撃破し、土方軍は川汲峠で箱館府軍を敗走させた。各地の敗戦を受けて清水谷公考は五稜郭の放棄を決め、新政府軍は25日に秋田藩の陽春丸とチャーターしたプロシアのタイパンヨー号に乗船し青森へ退却した。旧幕府軍は10月26日に五稜郭へ無血入城し、榎本は艦隊を箱館へ入港させた。旧幕府軍は上陸後5日で箱館を占領することに成功した。なお、10月27日、旧幕府軍の箱館占領を知らずに入港してきた秋田藩の軍艦高雄を拿捕している。

#### 松前藩との戦闘
蝦夷地を本拠とする松前藩は、家老の松前勘解由の下、新政府に恭順を示す一方で奥羽越列藩同盟にも参加する日和見策を執っていたが、7月28日に尊王派の正義隊によるクーデターが発生し、新政府軍に付いていた。旧幕府軍は松前藩に対して降伏勧告の使者を送ったが、使者は殺されたため、旧幕府方は同藩を武力制圧すること決定した。
10月27日、土方歳三を総督として、彰義隊・額兵隊・衝鋒隊などからなる700名が松前城に向けて陸路出陣した。11月1日に知内で宿営中に松前藩兵の奇襲を受けるが撃退し、11月5日には松前城に到達した。その間、11月1日に海から蟠竜が松前に砲撃を加えている。
松前城は既に10月28日に藩主松前徳広ら主力は内陸の館城に移動しており、100人に満たない寡兵しかおらず、さらに搦手門から攻撃された城兵はしかし、城門を開いては大砲を発射しまた閉じることを繰り返すなど、最大限の抵抗を行い攻撃側にも死傷者を出したが、数時間で落城した。残存の城兵は城と城下に火を放ち、江差方面へ敗走した。

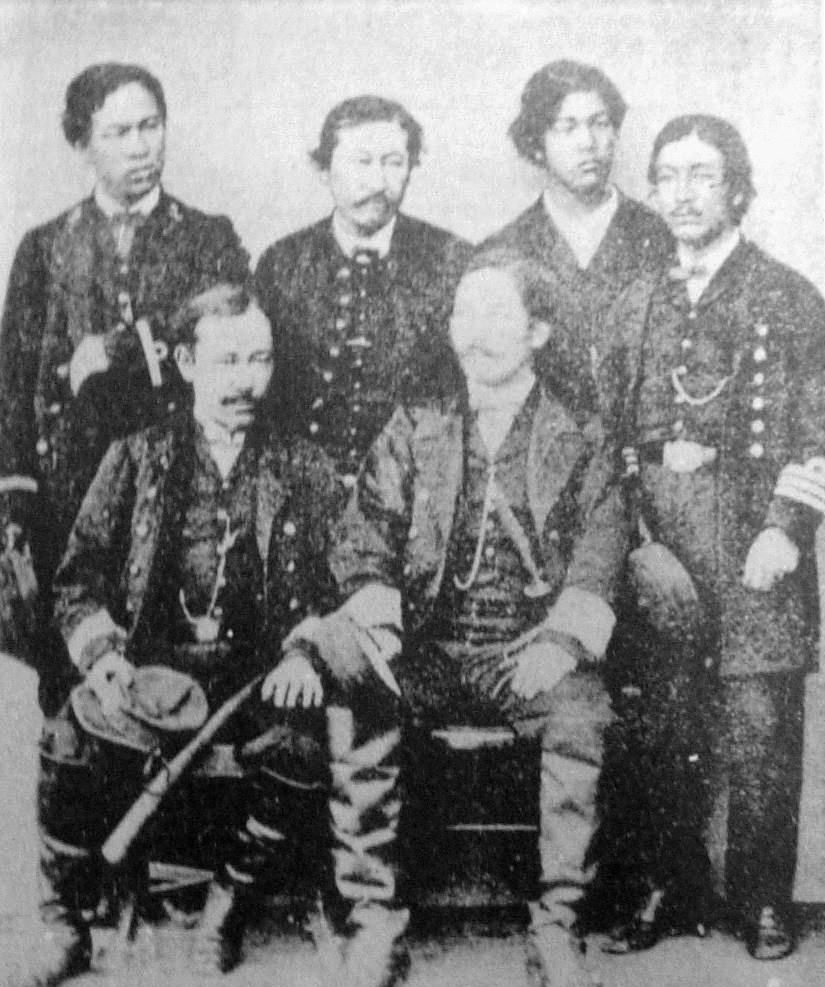
箱館政権の閣僚
後列左から小杉雅之進、榎本対馬、林董、松岡磐吉、前列左から荒井郁之助、榎本武揚

11月12日、旧幕府軍は星恂太郎率いる額兵隊を先鋒とする500名が松前から江差に向けて進撃した。途中大滝陣屋を陥落させ、15日に江差に迫ると、すでに松前藩は撤兵しており、江差攻略の支援に来ていた開陽を中心とする海軍によって無血占領されていた。この夜、天候が急変し、風浪に押されて開陽が座礁した。開陽救出のために箱館から回天と神速丸が江差に到着したが、神速丸も座礁した。為す術なく総員退艦した開陽は、数日後に沈没した。この損失により旧幕府軍は制海権の維持が困難となり、新政府軍の蝦夷地上陸を許すことになる。
他方、11月10日、松岡四郎次郎が率いる一聯隊など500名が五稜郭を発ち、二股を経て、松前藩主が拠っていた館城攻略に向かった。11月15日午前9時頃に攻城戦が始まり、60人ほどの守備兵は奮闘を行ったが、同日中に館城は落城した。しかし、藩主一行および主力兵は11月12日に既に館城を退去し、松前藩領北端の熊石へ退いていた。22日、熊石に到着すると、松前藩主一行の君臣男女60余名は船で本州の弘前藩領へ撤退した後だった。船に乗り切れず、残された松前藩士約300名は一聯隊に投降した。これにより蝦夷地平定は完了した。

#### 箱館政権樹立
12月15日、蝦夷地を平定した旧幕府軍は、箱館政権を樹立。総裁は入れ札（選挙）によって決められ、榎本武揚が総裁となった。榎本は、12月1日に蝦夷地の開拓を求める嘆願書をイギリスおよびフランスの軍艦に託したが、両国公使から嘆願書を受領した右大臣岩倉具視は、12月14日、これを却下した。また、旧幕府軍は、軍事組織を再編成し、来たる新政府軍の攻勢に備えて、江差、松前、鷲ノ木など支配地域の沿岸部に守備隊を配置した。なお、沈没した開陽の乗組員は開拓方となり、開拓奉行となった艦長・澤太郎左衛門とともに室蘭の守備と開拓に充てられている。
なお、旧幕府軍は、軍資金を確保するため、豪商らから御用金を調達したほか、一本木に関所を設け通行税を徴収、さらに貨幣を私鋳したことなどから、箱館住民の評判は良いものではなかった。このため、箱館府にいた村山次郎の下、「遊軍隊」というスパイ組織が作られ、旧幕府軍の市中掛の下役や弁天台場に隊士として潜入した者もいた。
| 隊名                                               | 隊長           | 人員 | 出身           | 配置           | 隊名       | 隊長       | 人員 | 出身       | 配置       |
| -------------------------------------------------- | -------------- | ---- | -------------- | -------------- | ---------- | ---------- | ---- | ---------- | ---------- |
| 彰義隊                                             | 菅沼三五郎     | 185  | 幕臣           | 有川〜福島     | 新選組     | 森常吉     | 150  | 幕臣・諸藩 | 箱館       |
| 小彰義隊                                           | 渋沢成一郎     | 54   | 幕臣（一橋派） | 湯の川         | 会津遊撃隊 | 諏訪常吉   | 70   | 会津藩     | 有川〜福島 |
| 遊撃隊                                             | 伊庭八郎       | 120  | 幕臣           | 松前           | 額兵隊     | 星恂太郎   | 252  | 仙台藩     | 有川〜福島 |
| 陸軍隊                                             | 春日左衛門     | 160  | 幕臣           | 松前           | 見国隊     | 二関源治   | 400  | 仙台藩     | 室蘭・箱館 |
| 伝習士官隊                                         | 瀧川充太郎     | 160  | 幕臣           | 箱館           | 神木隊     | 酒井良助   | 70   | 高田藩     | （宮古湾） |
| 伝習歩兵隊                                         | 本多幸七郎     | 225  | 幕府歩兵       | 五稜郭         | 杜陵隊     | 伊藤善次   | 75   | 盛岡藩     | 五稜郭     |
| 衝鋒隊                                             | 古屋佐久左衛門 | 400  | 幕府歩兵       | 鷲ノ木〜尾札部 | 砲兵隊     | 関広右衞門 | 170  | 幕府砲兵   | 各地       |
| 一聯隊                                             | 松岡四郎次郎   | 200  | 幕府歩兵       | 江差           | 工兵隊     | 吉沢勇四郎 | 70   | 幕府工兵   | 五稜郭     |
| その他諸隊（士官付属・事務方など） 100 ／ 海軍 800 |                |      |                |                |            |            |      |            |            |

### 新政府軍集結

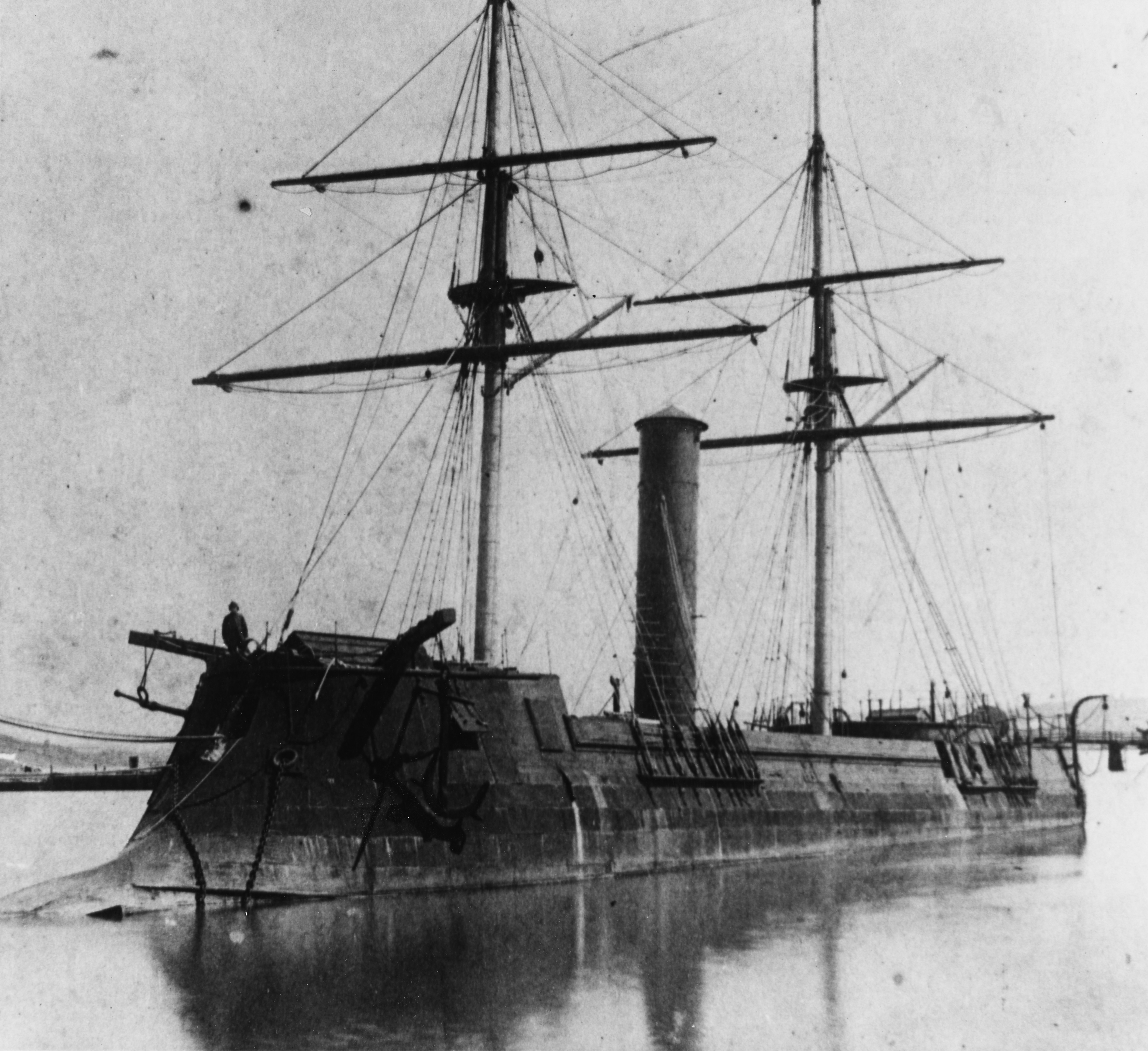
東艦(甲鉄艦)

10月30日、旧幕府軍による箱館占拠の通報が東京に届き、新政府は直ちに津藩兵・岡山藩兵・久留米藩兵計約1,000名を海路で青森に送った。11月6日、奥羽征討軍参謀であった山田顕義が長州藩兵・徳山藩兵を率いて秋田から青森に入り、11月9日、青森口陸軍参謀に就任。そして11月19日には旧幕府軍追討令が出され、11月27日、青森に避難していた箱館府知事・清水谷公考が青森口総督を兼務することとなった。しかし、冬季作戦等の準備は全くないので、箱館征討は翌年の雪解けを待って開始することとして青森周辺に冬営した。
陸軍は、明治2年（1869年）2月には松前藩、弘前藩兵を中心に約8,000名が青森に集結した。一方、海軍は、アメリカの局外中立撤廃を受けて、品川に係留されていた最新鋭の装甲軍艦甲鉄を2月に購入するとともに、増田虎之助を海軍参謀として諸藩から軍艦を集めて艦隊を編成した。3月9日、新政府軍艦隊（甲鉄・春日・陽春・丁卯）の軍艦4隻と豊安丸・戊辰丸・晨風丸・飛龍丸の運送船4隻は、甲鉄を旗艦として品川沖を青森に向けて出帆した。
| 弘前 | 2,207 | 松前 | 1,684 | 長州     | 781 | 備後福山 | 632 | 備前岡山 | 541   |
| 熊本 | 396   | 徳山 | 300   | 薩摩     | 293 | 筑後     | 243 | 黒石     | 243   |
| 水戸 | 219   | 津   | 199   | 越前大野 | 170 | 箱館府   | 200 | 合計     | 8,108 |

### 宮古湾海戦
旧幕府軍は、新政府軍艦隊が宮古湾に入るとの情報を受けると、甲鉄を奪取する作戦を立案する。3月20日、海軍奉行・荒井郁之助を指揮官として、陸軍奉行並・土方歳三以下100名の陸兵を乗せた回天と蟠竜、箱館で拿捕した高雄の3艦は宮古湾に向けて出航した。

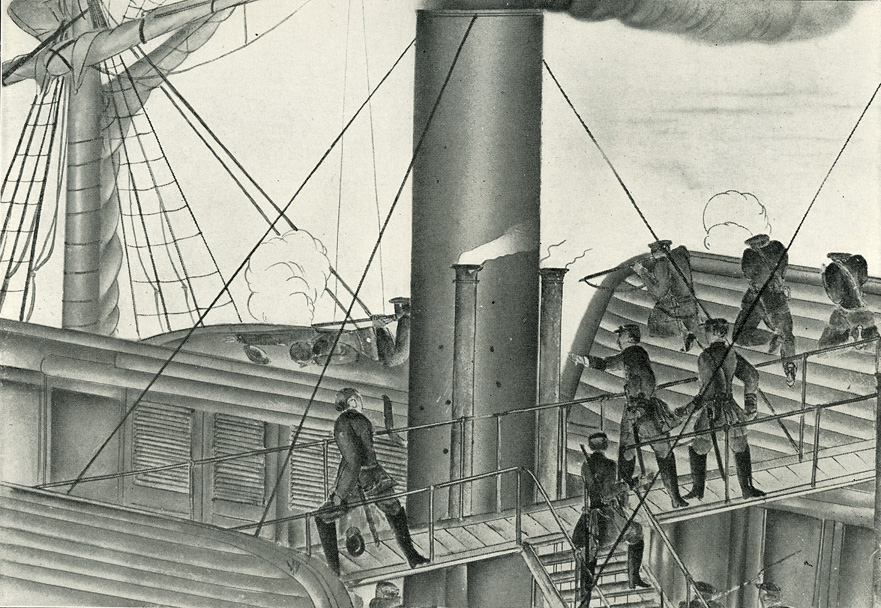
回天の戦闘

3月23日、暴風雨に遭遇した3艦は統率が困難となり、集結地点である山田湾には回天と高雄が到着したが、蟠竜は現れなかった。その上、高雄は蒸気機関のトラブルで速力が半分に落ちており、このままだと勝機を逸してしまうため、回天だけで決行することになった。

3月25日早暁、回天は、宮古湾へ突入するとアメリカ国旗を降ろし日章旗を揚げて、全速力で甲鉄へ向かった。奇襲は成功したが、外輪船の回天は横付けできず、甲鉄の側面に艦首を突っ込ませて『丁字』の形という不利な体勢になった事や、甲鉄より船高が3m高いこともあり、兵が甲鉄へ乗り移りにくく、思うように戦えなかった。その上、回天の艦首から飛び降りる旧幕府兵は、甲鉄に装備されていたガトリング砲や小銃の絶好の的になり、次々と撃ち倒され、戦闘準備を整えた宮古湾内の他の艦船や反撃が始まったため、作戦は失敗し宮古湾を離脱した。回天艦長・甲賀源吾、旧新選組の野村利三郎など19名が戦死。機関故障のため速力が出ない高雄も新政府軍の春日に追撃され、田野畑村羅賀浜へ座礁させて火を放ち、乗組員は盛岡藩に投降した。

### 新政府軍上陸
宮古湾海戦に勝利した新政府艦隊は、3月26日には青森に到着。兵員輸送用にイギリス船オーサカとアメリカ船ヤンシーをチャーターし、4月初には渡海準備が完了した。
海陸軍参謀・山田顕義率いる新政府軍1,500名が4月6日に青森を出発、4月9日早朝、乙部に上陸した。旧幕府軍は上陸を阻止すべく江差から一聯隊150名を派遣したが、上陸を終えていた新政府軍先鋒の松前兵によって撃退された。陸兵が小競り合いを続けている間に、春日を中心とする新政府軍軍艦5隻は江差砲撃を開始。江差の砲台は反撃を試みるも、敵艦に砲弾は届かず、江差奉行・松岡四郎次郎ら旧幕府軍は松前方面に後退した。
新政府軍が江差を奪還すると、4月12日には陸軍参謀・黒田清隆率いる2,800名、4月16日にも増援が江差へ上陸し、松前口（海岸沿いに松前に向かう）、木古内口（山越えで木古内に向かう）、二股口（乙部から鶉・中山峠を抜け大野に向かう）、安野呂口（乙部から内浦湾に面する落部に向かう）の4つのルートから箱館へ向けて進軍を開始する。
一方、旧幕府軍では、4月14日、仙台藩を脱藩した二関源治率いる見国隊400名がイギリス船で鷲ノ木近くの砂原に到着し、室蘭及び箱館防備に投入されている。

#### 松前の戦い
4月11日、松前を守備していた伊庭八郎率いる遊撃隊と春日左衛門率いる陸軍隊を中心とする部隊500名が江差奪還のために出撃する。根武田（現・松前町）付近で新政府軍の斥候を蹴散らし、翌日には一気に茂草（現・松前町）まで進出、新政府軍は江差まで退却。このまま江差奪還を目論んだが、新政府軍が後方の木古内に進出中との情報を受け、松前へ撤退する。
4月17日、新政府軍は松前を攻撃。新政府軍の艦砲射撃に加えて戦力差は歴然としており、40名以上の戦死者を出した旧幕府軍は松前城を放棄して、知内まで敗走した。

#### 木古内の戦い
木古内では4月12日、陸軍奉行・大鳥圭介の指揮下、伝習隊、額兵隊などが駆けつけ、同地を守っていた彰義隊などと合流し、500名が布陣。新政府軍の斥候と小競り合いを繰り返していたが、松前から敗走してきた部隊を取り込み、木古内周辺の要所に部隊を配置していた。
4月20日未明、木古内口の新政府軍が総攻撃を開始すると、昼ごろまで激戦が続いた。旧幕府軍は額兵隊と遊撃隊などが最後まで踏み止まっていたが、70名以上の死傷者を出して泉沢（現・木古内町）まで後退した。その後、本多幸七郎率いる伝習隊などの援軍を加え、知内に孤立した彰義隊など300名を救うために再び木古内へ向かう。孤立していた部隊も木古内突入を決め、挟撃を恐れた新政府軍が撤退し、木古内奪還に成功する。しかし、旧幕府軍は、木古内を放棄し、地形的に有利な矢不来（現・北斗市）まで後退し、砲台と胸壁を構築して布陣した。

#### 矢不来の戦い
新政府軍は木古内で木古内口と松前口の軍が合流。その後、補給を整えた新政府軍は、4月29日、陸軍参謀・太田黒惟信が1,600名を率いて本道、海岸、山上の三方から矢不来を攻撃した。旧幕府軍は、甲鉄・春日等による艦砲射撃で衝鋒隊の大隊長・天野新太郎や永井蠖伸斎など多数の死傷者を出し、総崩れとなった。大鳥圭介は富川（現・北斗市）で部隊の立て直しを図ったが果たせず、有川（現・北斗市）まで撤退。有川では榎本武揚自ら指揮を執るが、旧幕府軍は完全に崩壊、箱館方面へ敗走を始める。旧幕府軍はこの戦闘で160名の戦死者を出している。

#### 二股口の戦い
土方歳三の指揮下、衝鋒隊・伝習隊からなる300名は、4月10日に台場山（現・北斗市）に到着し、2日がかりで16箇所に胸壁を構築、新政府軍を待ち構えた。13日正午過ぎ、700名の新政府軍が攻撃を開始し、対する土方軍は胸壁を楯に小銃で防戦。数で勝る新政府軍は、次々と兵を入替えて攻撃を繰り返すが、土方軍は雨の中、2小隊ずつが交代で小銃を撃ち続けた。翌14日早朝、新政府軍は疲労困憊して稲倉石まで撤退した。旧幕府軍が撃った弾丸は、3万5千発に及び、16時間にわたる激闘であった。
22日、新政府軍は再度攻撃を試みるが、土方軍はこれも撃退。23日午後、新政府軍は正攻法をあきらめ、急峻な山をよじ登り、側面から小銃を打ち下ろしてきた。そのまま夜を徹しての大激戦となる。24日未明には瀧川充太郎率いる伝習士官隊が抜刀して敵中に突進、混乱する新政府軍を敗走させる。それでも新政府軍は次々と新しい兵を投入し、旧幕府軍は熱くなった銃身を水桶で冷やしながら、小銃で応戦し続けた。25日未明、ついに新政府軍は撤退。これ以降、新政府軍は二股口を迂回する道を山中に切り開き始める。4月29日、矢不来が新政府軍に突破されると、退路を断たれる危険があった土方軍は五稜郭への撤退を余儀なくされる。

### 箱館総攻撃

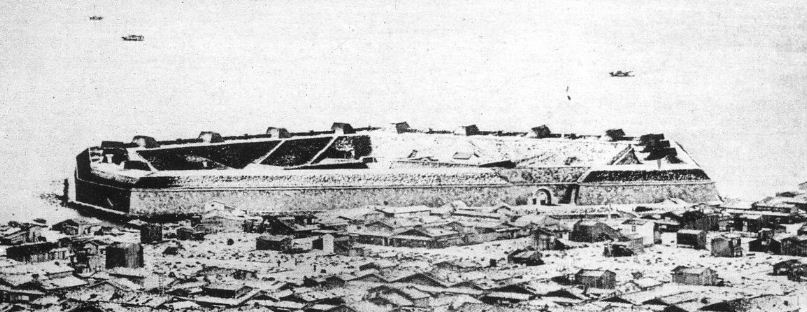
弁天台場

4月28日に青森口総督・清水谷公考が江差から上陸し、5月1日以降、松前・木古内から進軍した東下軍と二股から進軍した南下軍が有川付近に集結、箱館攻撃の態勢を整えた。敗色濃厚となったため、5月2日、ブリュネらフランス軍人はフランス船で箱館を脱出した。旧幕府軍は、大鳥圭介らが七重浜の新政府軍を数度に渡って襲撃(夜襲)したが、5月8日に榎本自ら出陣した大川（現・七飯町）への夜襲は失敗に終わっている。
5月11日午前4時、新政府軍（官兵）は海陸両方から上陸を開始、箱館総攻撃が開始された。

#### 箱館湾海戦
旧幕府海軍は、自らのミスから新政府軍に千代田形を奪われていたが、5月3日夜、遊軍隊のスパイ・斎藤順三郎により弁天台場の大砲が使用不能にされ、急遽、箱館湾に綱を敷設したものの、5月6日に新政府軍により切断され、軍艦を箱館湾に進出される。5月7日の海戦で回天が蒸気機関を破壊され、意図的に浅瀬に乗り上げ、浮き砲台となる。
5月11日の海戦では1隻残った蟠竜が新政府軍の朝陽を撃沈し、旧幕府軍の士気は大いに高まったが、砲弾を射ちつくした蟠竜も座礁の上、乗組員は上陸して弁天台場に合流した。

#### 四稜郭方面の戦闘

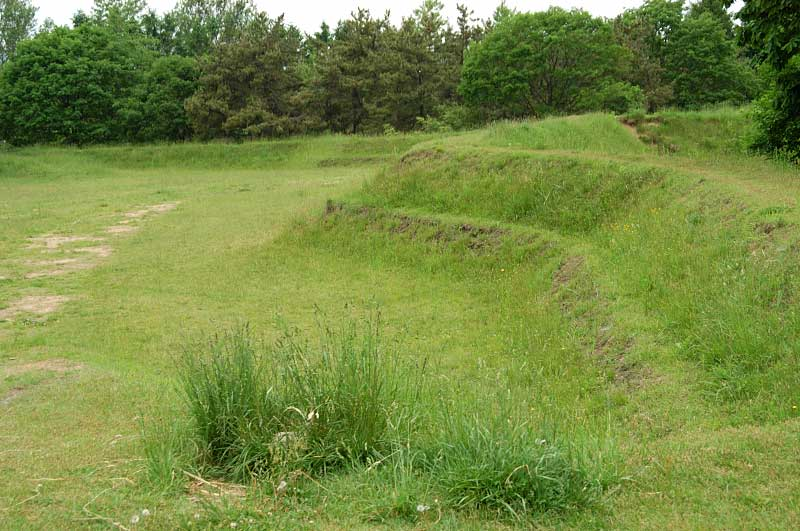
四稜郭の土塁跡

旧幕府軍では大鳥圭介が五稜郭北方の進入路にあたる亀田新道や桔梗野などに伝習歩兵隊、遊撃隊、陸軍隊などを配置して指揮を執っていた。
5月11日早暁、新政府軍4,000名が大挙して押し寄せてきた。大鳥は東西を奔走し、自ら大砲を撃って力戦したが、夜には五稜郭に撤退した。また、旧幕府軍が五稜郭の北に急造した四稜郭では、松岡四郎次郎率いる一聯隊が防戦していたが、五稜郭との中間に位置する権現台場を新政府軍に占領されると、退路を断たれることを恐れ、五稜郭へ敗走した。

#### 箱館山の陥落
5月11日未明、豊安丸と飛龍丸に分乗した陸軍参謀・黒田清隆率いる新政府軍700名が夜陰に紛れて箱館山の裏側に上陸した。豊安丸の部隊は西北側の山背泊から上陸し、弁天台場の背後を脅かした。黒田直率の飛龍丸の部隊は西側の寒川付近に上陸し、絶壁をよじ登って箱館山の山頂に到達した。山頂にいた旧幕府軍監視兵は驚いて遁走し、夜明けまでには箱館山を占領した。このとき、遊軍隊が箱館山薬師堂で奇襲部隊を迎え、山道の案内にあたっている。箱館山の番兵は新選組であった。大鳥圭介は、深い霧の中を敵が山を登って来るのに気づかなかったのは新撰組の怠慢だったと批判している。遁走した箱館山の新選組は、弁天台場（砲台）に逃げ込む。
箱館山を占領した新政府軍は、箱館湾の幕府艦隊を攻撃し、さらに市中警備の伝習士官隊も攻撃していった。
土方歳三の戦死
土方歳三は弁天台場の救出に向かうが、一本木関門付近で指揮中に狙撃され戦死する。彰義隊頭取の寺沢正明によれば、箱館山の新選組番兵が退却した当時、土方歳三は五稜郭におり、敗走の報せを聞いた土方は名誉挽回のために弁天台場に向かう途中で陸軍奉行添役大野右仲と会い、ともに一本木関門に至った。その時、幕府艦隊が敵艦を撃沈させたため、土方は「この機を逃すな」と大野に前進を命じ、「退く者は斬る」と伝える（「函館戦記」）。
午前9時頃、前進した大野が敗走兵の関門通過を確認したため引き返すと、陸軍奉行添役の安富才介と大島寅雄から、土方の戦死を知らされる。
新政府軍の奇襲上陸に対し、箱館奉行・永井尚志は弁天台場に入り守備を固め、瀧川充太郎が新選組、伝習士官隊を率いて箱館山へ向かった。しかし、山頂からの攻撃は圧倒的で、大森浜沖の陽春からの艦砲射撃もあって一本木関門付近まで退き、さらに五稜郭まで後退した。
箱館政府軍副総裁・松平太郎は箱館奪還を試みるが失敗し、五稜郭、弁天台場、千代ヶ岱陣屋のみが残るだけとなった。
箱館市街の陥落
午前11時ごろには新政府軍は箱館市街を制圧した。弁天台場の旧幕府兵が材木屋に放火、瞬く間に火が広がり、872戸を焼失した。
この間、箱館病院では院長の高松凌雲が、赤十字の精神で病院の非武装中立を謳い、敵味方の隔てなく戦傷者の治療に当たっていた。5月11日の戦闘の最中、新政府軍が病院内に乱入する。殺気立った新政府軍と患者を守ろうとする高松の間で押し問答が続いたが、薩摩藩士・山下喜次郎が高松の主張を聞き入れ、病院の門前に「薩州隊改め」の墨書きを残して退いた。分院の高龍寺では非武装が徹底されておらず、松前藩兵・弘前藩兵により十数名が殺害、放火されている。
5月12日には五稜郭に対して箱館湾の甲鉄による艦砲射撃が始まり、古屋佐久左衛門が重傷を負ったほか、死傷者が続出した。また、旧幕府軍では脱走兵が相次いだ。

### 戊辰戦争終結

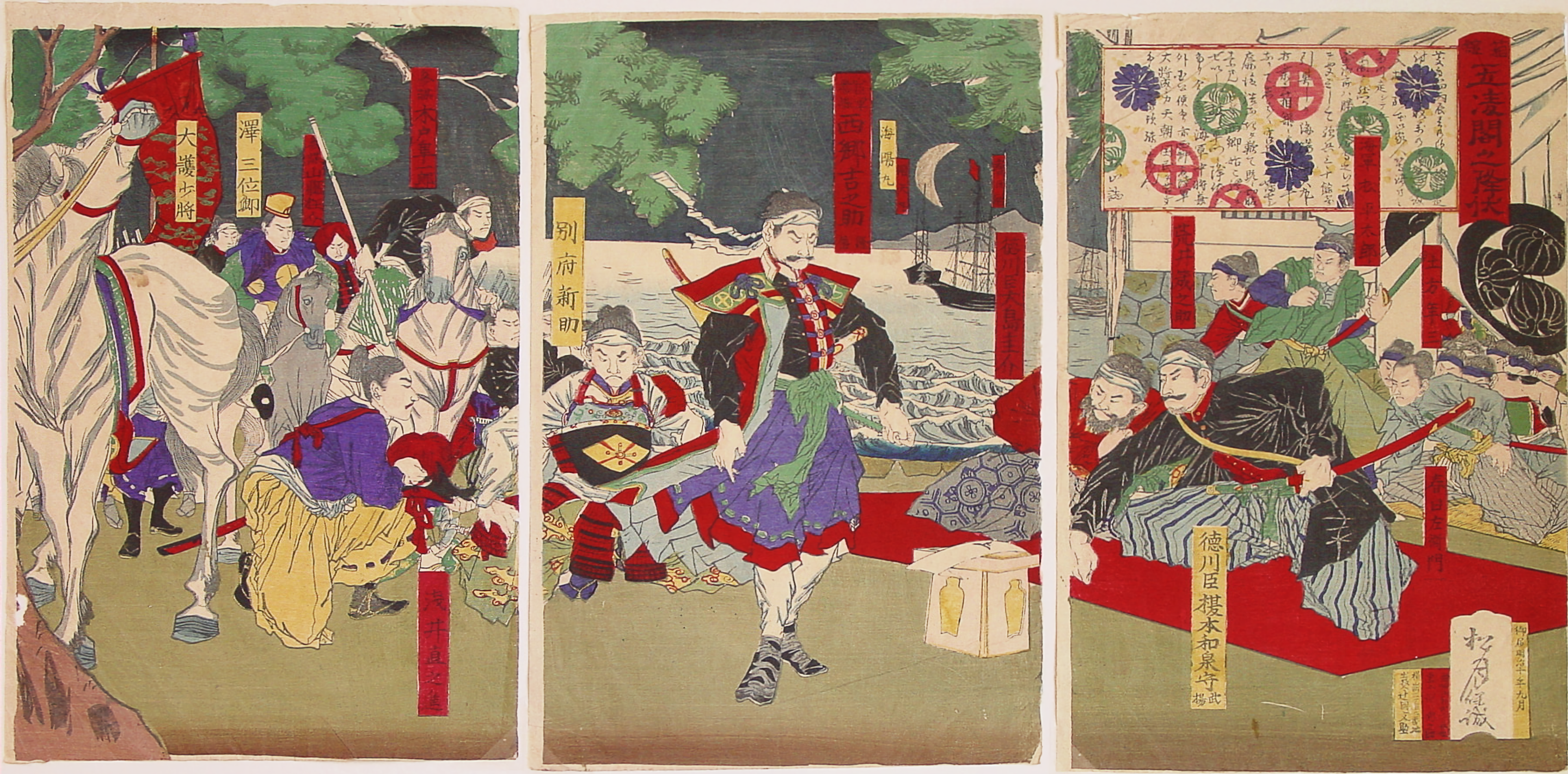
箱館、五稜閣之降伏

5月12日夜、新政府軍参謀・黒田清隆の命を受けた軍監・村橋久成、監軍・池田次郎兵衛が諏訪常吉の見舞いと称して箱館病院を往訪。諏訪に降伏交渉の仲介を頼もうとするが瀕死のため、高松凌雲らと協議し、高松と病院事務長・小野権之丞の連名で榎本に降伏を勧告する。榎本は士官以上を集めた会議の結果、5月14日、これを拒絶したが、灰燼に帰するには惜しいとして榎本がオランダ留学時に入手した、海事に関する国際法と外交に関する書物『海律全書』を黒田に届けさせた。同日、榎本は永井の口利きにより千代ヶ岱陣屋付近の家屋で軍監・田島圭蔵らと会見した。榎本は降伏勧告を改めて拒絶するが、五稜郭にいる傷病者の後送を申し入れた。250人の傷病者はその日のうちに湯の川へ送られている。
弁天台場は艦砲射撃と背後の上陸部隊の攻撃に持ち堪えていたが、艦を失った海軍兵を収容していたこともあり兵糧が底を付き、5月15日、永井尚志以下240名が降伏する。同日、榎本は五稜郭に捕らわれていた新政府軍の捕虜11名を送り返した。

#### 千代ヶ岱陣屋の陥落
五稜郭の前哨、千代ヶ岱陣屋にも降伏勧告の使者が訪れていたが、箱館奉行並・中島三郎助はこれを拒否した。一方、小彰義隊長・渋沢成一郎が隊士とともに湯の川に逃走した。5月16日、五稜郭からの撤退命令も拒否して、中島は浦賀与力時代の部下らとともに最後の抵抗をする。1時間の戦闘で守備隊は壊滅し、中島三郎助は2人の息子とともに戦死する。これが箱館戦争最後の戦闘となった。
5月16日、黒田は「海律全書」の返礼として、礼状と共に酒樽五樽・鮪五尾を五稜郭に送り届ける。榎本はこの厚意を拝受し、同日の夕刻、榎本側から軍使を遣わし、返礼と翌朝7時までの休戦を願い出る。政府側はそれを了承し、五稜郭に対する総攻撃開始の日時を通告した。休戦の間、幕府軍首脳側は合議の上、降伏・五稜郭開城を決定する。同夜、榎本は敗戦の責任と、降伏する兵士の助命嘆願の為に自刃しようとしたが、たまたま近くを通りかかった（介錯を頼む為、榎本が呼び止めたとも言われる）大塚霍之丞に制止されている。
翌17日朝、総裁・榎本武揚、副総裁・松平太郎ら旧幕府軍幹部は、亀田の会見場に出頭、陸軍参謀・黒田清隆、海軍参謀・増田虎之助らと会見し、幹部の服罪と引き換えに兵士たちの寛典を嘆願した。しかし、黒田は、幹部のみに責任を負わせると榎本を始めとする有能な人材の助命が困難になると考え、これを認めなかった。これ以上の戦闘継続は困難であった榎本が折れ、無条件降伏に同意。新政府軍が降伏の手順を明らかにする実行箇条の提出を要求してこの会談は終了した。その後、榎本は降伏の誓書を亀田八幡宮に奉納して一旦五稜郭へ戻り、夜には実行箇条を提出させた。
5月18日（グレゴリオ暦1869年6月27日）早朝、実行箇条に従い、榎本ら幹部は亀田の屯所へ改めて出頭し、昼には五稜郭が開城。郭内にいた約1,000名が投降し、その日のうちに武装解除も完了した。ここに箱館戦争及び戊辰戦争は終結した。なお、室蘭の開拓と守備に当たっていた開拓奉行・澤太郎左衛門以下250名は、22日に投降している（6月11日箱館着）。

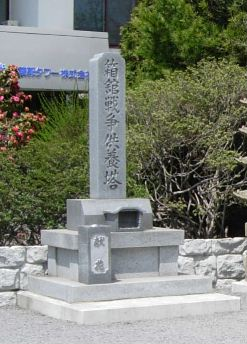
箱館戦争供養塔 （函館市）

## 戦後処理
降伏した旧幕府軍の将兵は、一旦箱館の寺院等に収容された後、弘前藩ほかに預けられ、ほとんどが翌年に釈放。幹部については、榎本武揚、松平太郎、大鳥圭介、荒井郁之助、永井尚志、松岡磐吉、相馬主計の7名が、東京辰の口の軍務官糾問所の牢獄に投獄された（明治5年釈放）。